# Vähäjärvi (sjö i Kajanaland)
Vähäjärvi är en sjö i Finland. Den ligger i kommunen Puolango i landskapet Kajanaland, i den centrala delen av landet, 600 km norr om huvudstaden Helsingfors. Vähäjärvi ligger 148 meter över havet. Arean är 38,7 hektar och strandlinjen är 3,77 kilometer lång. Sjön  ingår i Kiminge älvs huvudavrinningsområde.   
I övrigt finns följande vid Vähäjärvi:
- Luppojärvi (en sjö)